# Monohelea palustria
Monohelea palustria är en tvåvingeart som beskrevs av Debenham 1972. Monohelea palustria ingår i släktet Monohelea och familjen svidknott. Inga underarter finns listade i Catalogue of Life.